# 印度人航空113號班機空難
印度人航空113號班機空難（Indian Airlines Flight 113）是一架從印度孟買飛往艾哈邁達巴德的航班，於1988年10月19日在艾哈邁達巴德機場的最後進場中墜毀，機上135名乘客和機組人員中有133人遇難。
這次空難發生時是印度航空史上傷亡最慘重的空難，也是印度史上死亡人數第四多的飛機事故。此後超越這次空難的是1996年查基達里撞機事件，2010年印度快運航空812號班機空難，以及2025年印度航空171號班機空難。

## 概述
飛機為波音737-200型飛機，註冊號為VT-EAH，於1970年12月交付給印度人航空，已累積飛行42,831小時，登陸47,647次。
機組人員包括機長OM Dallaya和副機長Deepak Nagpal。